# Alexandre Grellet
Pour les articles homonymes, voir Grellet.
Alexandre Grellet, pseudonyme de Benoît Grellet, né le 3 octobre 1835 à Vienne (Isère) et mort le 31 mars 1918 à Saint-Maur-des-Fossés (Val-de-Marne) est un peintre français.

## Biographie

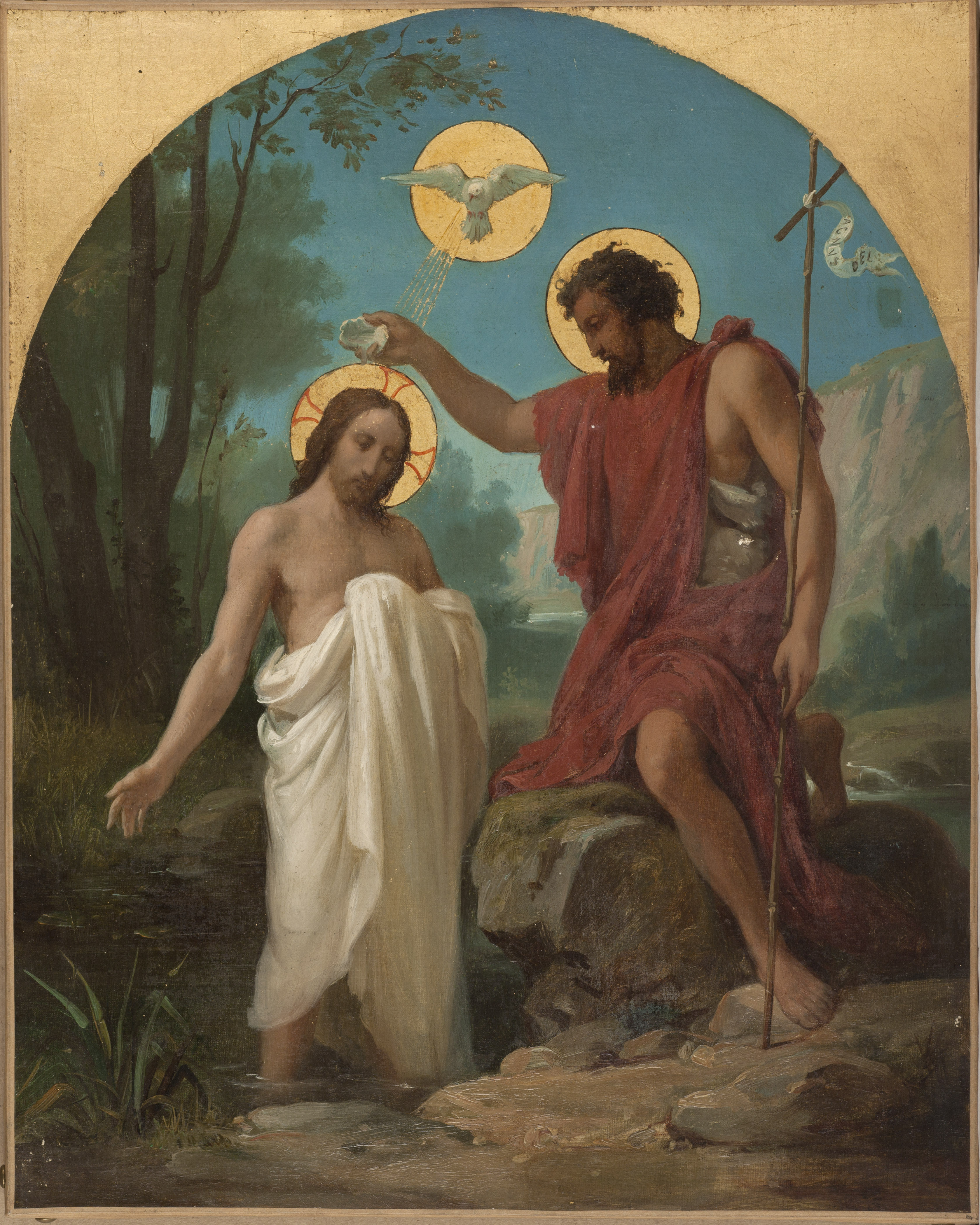
Esquisse pour l'église de Noisy-le-Sec : Le Baptême du Christ (1872), Paris, Petit Palais.

Alexandre Grellet est né en 1835 à Vienne dans le département de l'Isère. Élève d'Horace Vernet et de Félix-Joseph Barrias, il expose au Salon entre 1861 et 1891, obtenant une mention honorable en 1863. Son œuvre Portrait du Dauphin au XIXe siècle est exposée à la Fondation Hébert d'Uckermann à La Tronche en 1981.
En religion, il s'appelle frère Athanase.

## Œuvres
- Beauvais, cathédrale Saint-Pierre, chapelle Sainte-Angadrême : Le Siège de Beauvais en 1472 ou Jeanne Hachette sur les remparts, huile sur toile[5].
- Le Puy-en-Velay, musée Crozatier : La Mort de Germaine Cousin, bergère, dite la Vierge de Pibrac, Salon de 1866, huile sur toile[6].
- Montauban, musée Ingres-Bourdelle : Crucifixion, Salon de 1869, huile sur toile[7].
- Paris, Petit Palais : Esquisse pour l'église de Noisy-le-Sec : Le Baptême du Christ, 1872, huile sur toile[8].
- Vendôme, musée de Vendôme : Les Funérailles de la Vierge, 1869, huile sur toile[9].